# Göddeldorf
Göddeldorf is een plaats in de Duitse gemeente Heilsbronn, deelstaat Beieren, en telt 103 inwoners (2007).